# Imigração sul-americana no Brasil
Assim como os asiáticos, a imigração sul-americana no Brasil representa a maior leva demográfica imigratória no Brasil contemporâneo. Cerca de 700 mil sul-americanos com origem nos países vizinhos vivem no Brasil. Os países de origem da maioria dos imigrantes sul-americanos são Argentina, Bolívia, Chile, Paraguai, Peru, Uruguai e mais recentemente da Venezuela por causa da crise política no país, além da Colômbia por conta de refugiados. A imigração argentina ocorre principalmente no estado do Rio de Janeiro, principalmente nos municípios da Região dos Lagos, como Cabo Frio e Armação dos Búzios em que mais de 5% da migração local desses municípios são de argentinos. A Imigração boliviana e peruana é muito forte nos estados do Centro-Oeste, principalmente no Mato Grosso do Sul. São Paulo é o estado que mais concentra  sul-americanos, que geralmente procuram a cidade de São Paulo e sua região metropolitana para viver, por essa ser a maior cidade da parte sul do continente, eles são provenientes de todos os países da América do Sul.

## Brasileiros de ascendência sul-americana ou imigrantes sul-americanos
- Carmen Monegal
- Cris Poli
- Emílio Garrastazu Médici
- Rodrigo Maia
- Eva Wilma
- Fábio (cantor)
- Paolo Guerrero
- Fernando Meligeni
- Filipe de Oliveira Néri
- Héctor Babenco
- Idel Becker
- Irma Alvarez
- Juan José Balzi
- Júlio César da Silva Gurjol
- Liliana Castro
- Luis Trimano
- Madame Mim
- Marcelo Moreno
- Marina Glezer
- Miguel Costa
- Miguel Krigsner
- Mónica Serra
- Paco Casal
- Patrício Bisso
- Perla
- Pedro Rocha
- Rafael Daniel
- Ricardo Boechat
- Sergio Morettini
- Suely Franco
- Susana Gonçalves
- Telêmaco Augusto Enéas Morosini Borba
- Tom Payne
- Yasmin Brunet

## Principais imigrações para o Brasil
- Imigração argentina no Brasil
- Imigração boliviana no Brasil
- Imigração chilena no Brasil
- Imigração colombiana no Brasil
- Imigração equatoriana no Brasil
- Imigração paraguaia no Brasil
- Imigração peruana no Brasil
- Imigração uruguaia no Brasil
- Imigração venezuelana no Brasil

## Bairros de imigrantes sul-americanos em São Paulo
São Paulo é a cidade que tem o maior número de imigrantes no Brasil, sendo assim alguns bairros da cidade se tornaram conhecidos por abrigarem um grande número de imigrantes de determinadas nações.